# Shirouma-dake
Der Shirouma-dake (白馬岳) ist ein Berg im Hida-Gebirge mit einer Höhe von 2932 m. Der Shirouma-dake wird zudem in dem bekannten Buch 100 berühmte japanische Berge (Nihon-Hyakumeizan) aufgelistet.

## Galerie

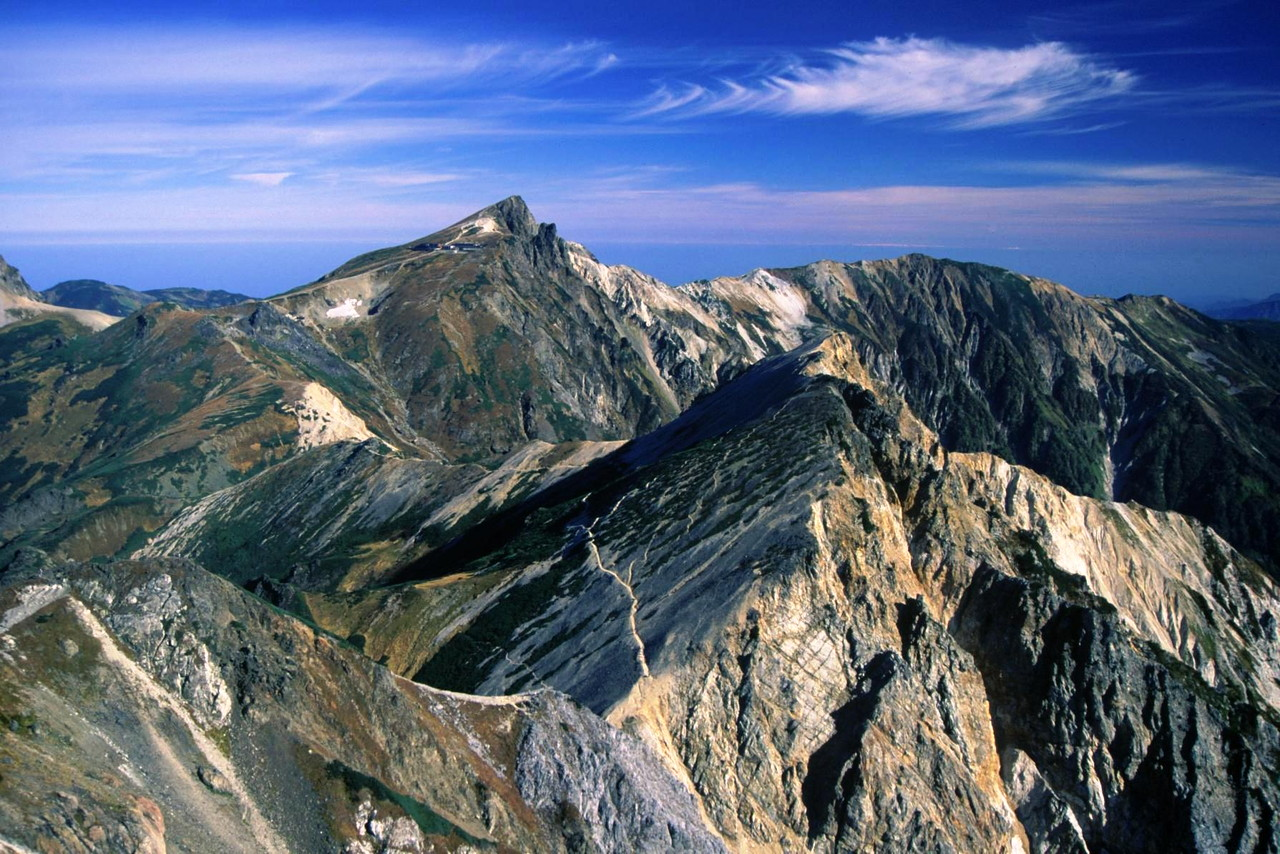
Shirouma-dake und Korenge im Herbst, Blick vom Shiroumayari
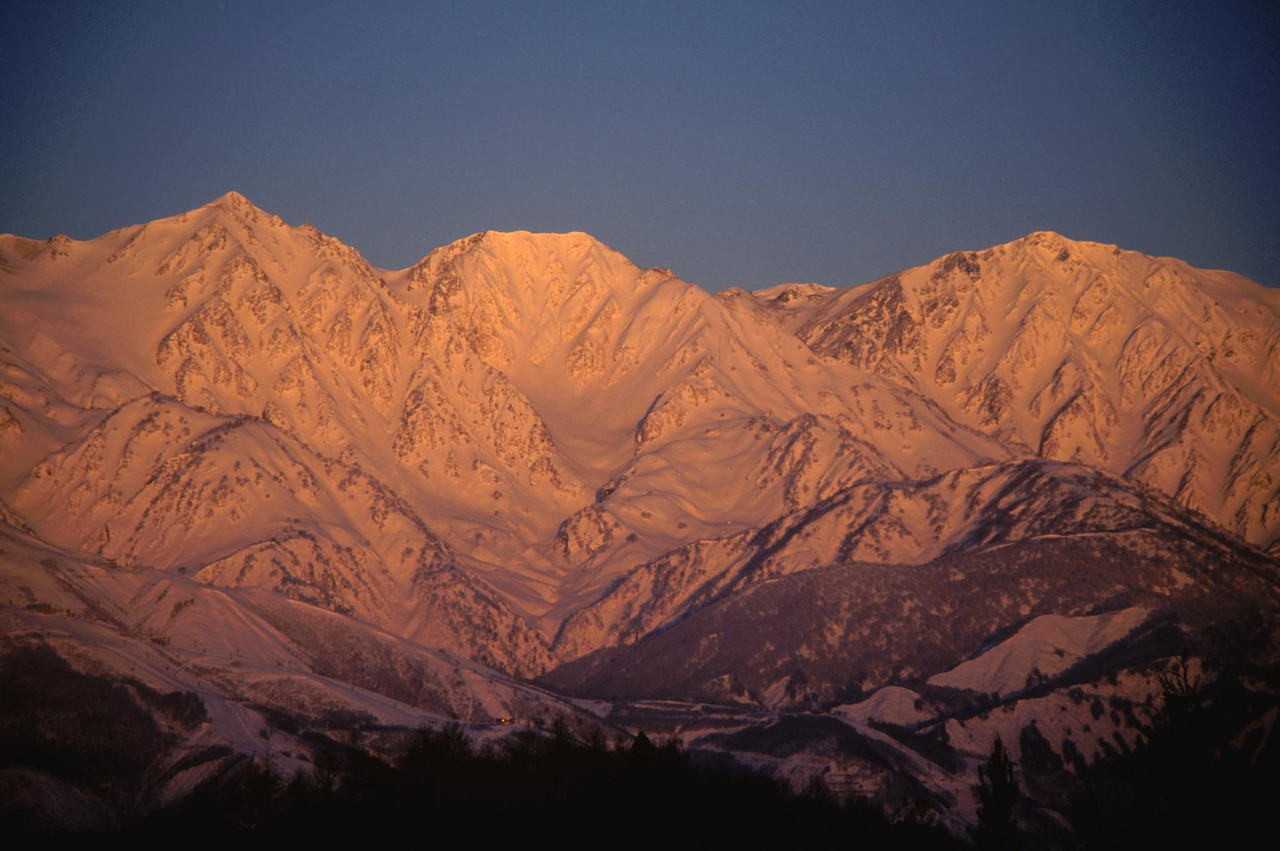
Shirouma-dake und Korenge im Winter, Blick von Hakuba
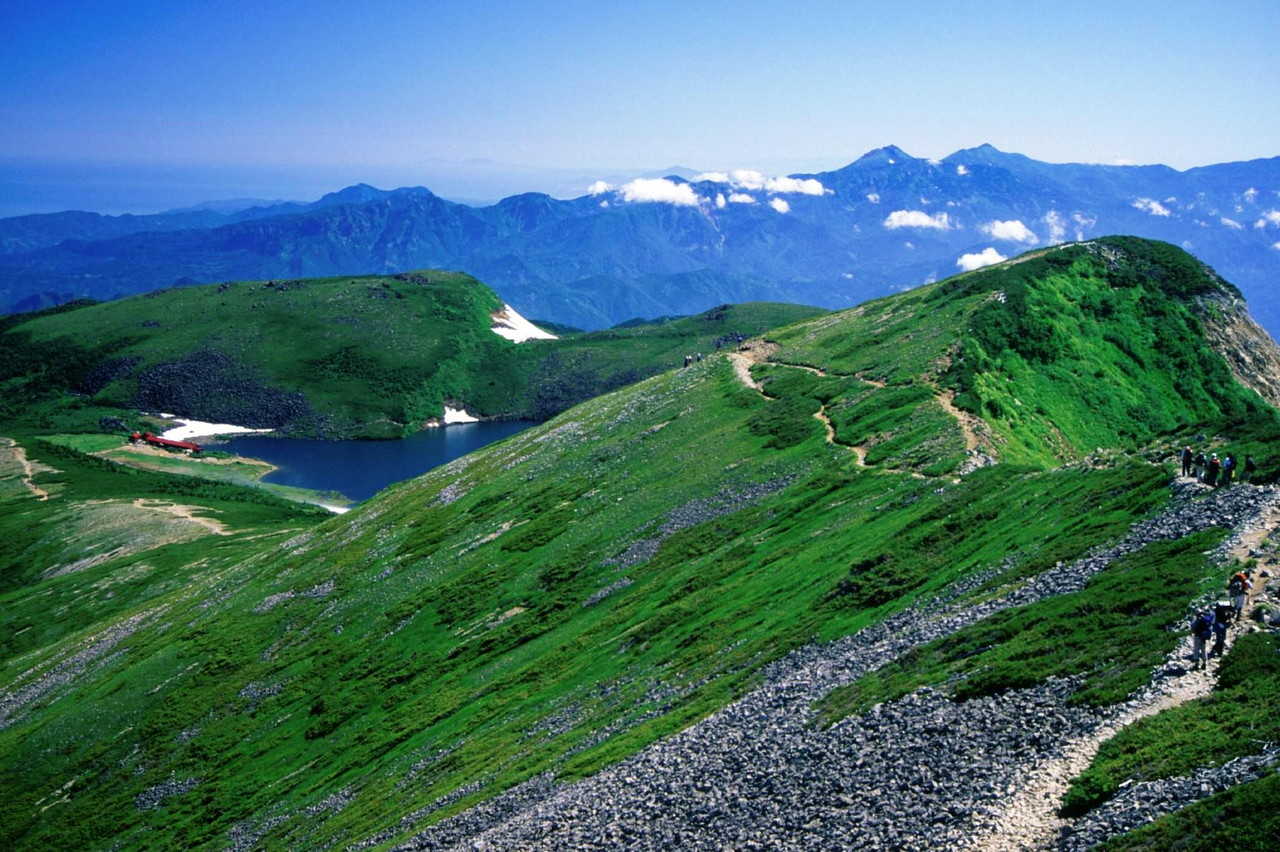
Shirouma-ōike, 白馬大池, Blick vom Korenge
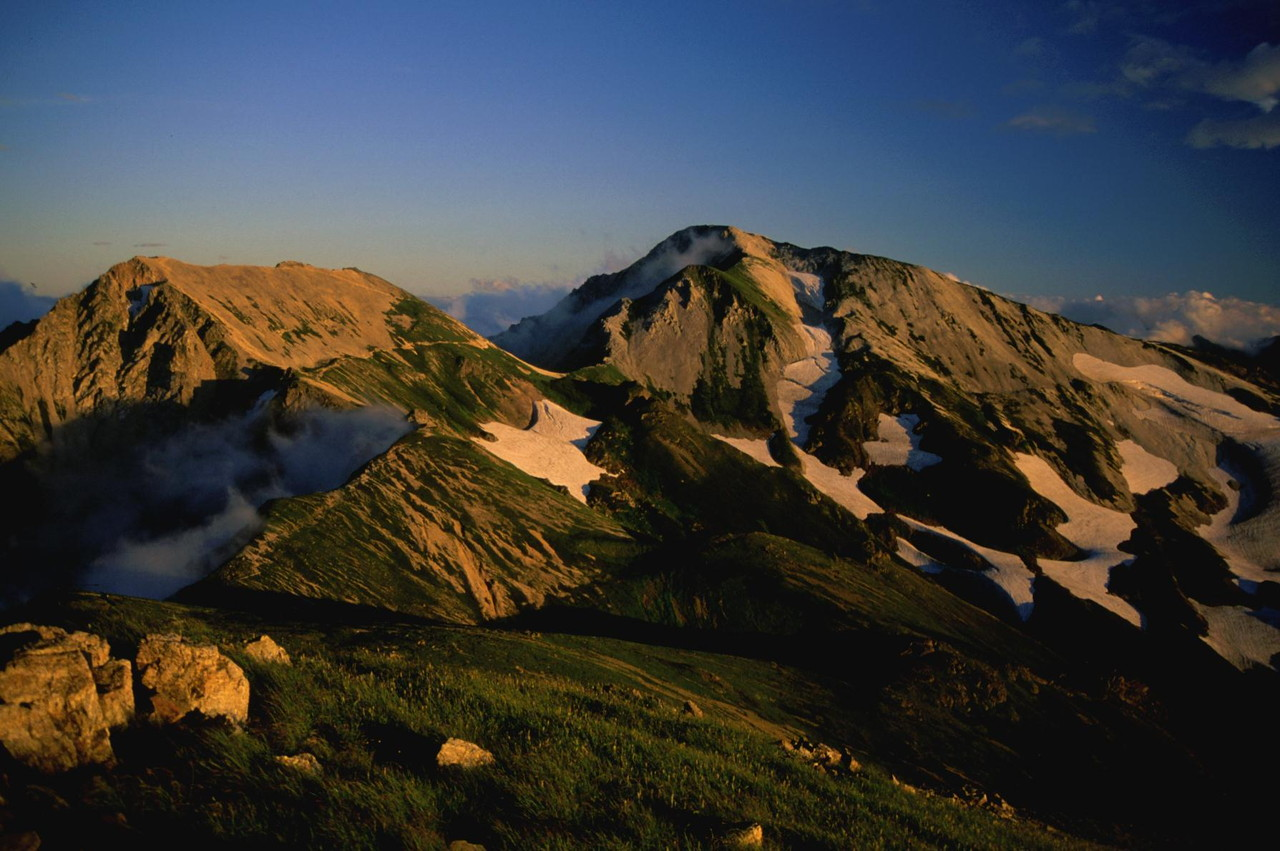
Shakushi und Shiroumayari, Blick vom Shirouma-dake